# Kurt Coleman
Kurt Coleman (* 1. Juli 1988 in Dayton, Ohio) ist ein ehemaliger US-amerikanischer American-Football-Spieler in der National Football League (NFL). Er spielte für die Philadelphia Eagles, Kansas City Chiefs, Carolina Panthers, New Orleans Saints und Buffalo Bills als Safety. Mit den Panthers konnte er den Super Bowl 50 erreichen, der allerdings gegen die Denver Broncos  mit 10:24 verloren ging.

## College
Coleman besuchte die Ohio State University und spielte für deren Mannschaft, die Buckeyes, erfolgreich College Football, wobei er zwischen 2006 und 2009 insgesamt 219 Tackles setzen und 9,0 Sacks erzielen konnte. Außerdem gelangen ihm 9 Interceptions.
Überschattet wurde seine College-Karriere aber von einem schweren Unfall. Im Training tackelte er seinen Team-Kollegen Tyson Gentry, der dabei eine Querschnittlähmung davontrug. Coleman wollte daraufhin den Football aufgeben, konnte aber von Gentry und dessen Familie wieder davon abgebracht werden.

## NFL

### Philadelphia Eagles
Beim NFL Draft 2010 wurde er in der 7. Runde als insgesamt 244. von den Philadelphia Eagles ausgewählt und unterschrieb einen Vierjahresvertrag in der Höhe von 2,45 Millionen US-Dollar. Durch seine Leistungen in der Vorbereitung – so konnte er im letzten Spiel der Preseason gleich zwei Defensive Touchdowns erzielen – schaffte er es ins Team. In seiner Rookie-Saison kam er in 15 Partien zum Einsatz, zweimal davon als Starter. In den folgenden Spielzeiten konnte er sich im Defensive Backfield der Eagles etablieren; als aber Chip Kelly 2013 das Team übernahm, verlor er seinen Platz als Starter.

### Minnesota Vikings
2014 wechselte er zu den Minnesota Vikings, machte die Vorbereitung mit, wurde aber noch vor Beginn der Regular Season wieder entlassen.

### Kansas City Chiefs
Die Spielzeit 2014 verbrachte er schließlich bei den Kansas City Chiefs.
Er wurde als Ergänzungsspieler aufgeboten, wobei ihm 37 Tackles und zwei Interceptions gelangen.

### Carolina Panthers
2015 wechselte Coleman zu den Carolina Panthers und konnte sich dort sofort etablieren. 2015 und 2016 gelang ihm jeweils ein Touchdown. Mit seinen zwei Interceptions im NFC Championship Game 2015 gegen die Arizona Cardinals trug er wesentlich zum Erreichen des Super Bowl 50 bei, der dann allerdings an die Denver Broncos ging.

### New Orleans Saints
Am 3. März 2018 unterschrieb er bei den New Orleans Saints einen Dreijahresvertrag in der Höhe von 18 Millionen US-Dollar. Coleman begann die Saison als Starting-Strong-Safety, verlor diese Position aber rasch an Vonn Bell. Ende Februar 2019 lösten die Saints seinen Vertrag wieder auf.

### Buffalo Bills
Am 19. Juli 2019 unterschrieb Coleman einen Einjahresvertrag bei den Buffalo Bills.